# ابواسحاق سروی
ابواسحاق، ابراهیم سَرَوی/سارویِ مطهری (۹۶۹ - ۱۰۶۵م) (نسب: ابراهیم بن محمد بن موسی) فقیه شافعی و قاضی ایرانی طبرستانی بود. منسوب به روستای مطهّر از روستاهای ساری، طبرستان بوده که نام انتساب به آن سَرَوی/ساروی است. در همانجا قضاوت را بر عهده گرفت. به بغداد نیز سفر داشت. کتاب‌های در اصول و فروع دین نگاشت. 